# حافظ عبد الوهاب
حافظ عبد الوهاب (22 أغسطس 1908 بمدينة القاهرة -25 أغسطس 1989) التحق بالإذاعة وعين بها مذيعًا وشارك في تأسيس الإذاعة المصرية التي تم افتتاحها في 31 مايو عام 1934 وكان رابع مذيع يقول هنا القاهرة واشترك في تقديم أوائل حفلات أم كلثوم وصوته مسجل في افتتاحية غنى الربيع في حفل النادى الأهلى الشهير عام 1944 وعند دخول الملك فاروق شاركه الإذاعي أحمد فتحى في وصف تشريف الملك للحفل وفي منح أم كلثوم نيشان الكمال.
عمل في جميع الفنون الإذاعية مذيعا ومحاورا وقارئا لنشرة الأخبار وممثلا ومخرجا وفي عام 1950 تولى مراقبة الموسيقي والغناء وفي عام 1952 قدم برنامج أركان شعبية وكان لهذا البرنامج الفضل في اكتشاف عبد الحليم حافظ وسمح له بالغناء عندما غنت مطربة مغمورة أغنية لم تعجب حافظ عبد الوهاب ولذلك حمل عبد الحليم علي إسماعيل شبانه اسم الإذاعي القدير واشتهر بعبد الحليم حافظ كما اكتشف محرم فؤاد وعبد اللطيف التلباني وغيرهم من نجوم الفن والغناء واكتشف من الإذاعيين محمد محمود شعبان الشهير ببابا شارو وعبد الحميد يونس وطاهر أبو زيد وصفية المهندس وتماضر توفيق وجلال معوض وعشرات غيرهم من الجيل الثاني للرواد ولقب بصانع النجوم من الإذاعيين والفنانين.
الإذاعي حافظ عبد الوهاب أول من أدخل المسلسلات الدرامية إلى إذاعة الإسكندرية ونقلتها عنها إذاعة القاهرة وأول من سجل وشارك في التمثيل والاداء للتمثيليات مع الشاعر والروائى السكندرى محمود الكمشوشى في برامج مثل حميدو وتمثيليات النصف ساعة وغيره الكثير من الأعمال الفنية في هذه الفترة. لإذاعي حافظ عبد الوهاب أسس إذاعة الإسكندرية موطنه الأصلى لتكون أول إذاعة إقليمية في الشرق الأوسط عام 1954 وفي 26 يوليو عام 1954 اختيار وزير الإرشاد في ذلك الوقت الإذاعي حافظ عبد الوهاب ليكون أول مدير لإذاعة محلية وهى إذاعة الإسكندرية وفي الساعة الثانية ظهر يوم الاثنين 26 يوليو عام 1954 انطلق صوت أول إذاعة إقليمية معلنا (هنا الإسكندرية). استمر الإذاعي حافظ عبد الوهاب بإذاعة الإسكندرية حتى أحيل إلى المعاش إلا انه عين بعد ذلك مشرفًا على إذاعة الإسكندرية إلى أن ترك الإذاعة وفي 25 أغسطس عام 1989 توفى الإذاعي القدير حافظ عبد الوهاب.